# Dmytrowice (rejon lwowski)
Dmytrowice – wieś na Ukrainie w rejonie lwowskim (poprzednio pustomyckim) należącym do obwodu lwowskiego.
Wieś stanowiła własność spadkową Władysława hr. Borkowskiego, wg danych z 1881 roku.
Liczba ludności: 381 (1 styczeń 2024).